# Liceia
Liceia ist eine Ortschaft und Gemeinde in Portugal.

## Geschichte
Die heutige Ortschaft entstand vermutlich im Verlauf der christlichen Reconquista. Erstmals wurde sie 1099 als Licena dokumentiert. Das Gebiet gehörte zum Kloster Santa Cruz in Coimbra, bis es im 15. Jahrhundert zurück an die portugiesische Krone fiel. Liceia gehörte seither zum Kreis Cadima. Seit dessen Auflösung 1853 ist Liceia eine Gemeinde des Kreises Montemor-o-Velho.

## Verwaltung
Liceia ist Sitz einer gleichnamigen Gemeinde (Freguesia) im Kreis (Concelho) von Montemor-o-Velho, im Distrikt Coimbra. In ihr leben 1051 Einwohner auf einer Fläche von 13 km² (Stand 19. April 2021).
Folgende Ortschaften liegen in der Gemeinde:
- Arroia
- Azenha
- Cabeça Grande
- Canosa
- Casal das Freiras
- Lavegada
- Liceia
- Pisão
- Raseira
- Rua da Azenha
- Vale Mau
- Viso